# المقطوعة
المقطوعة هي قرية لبنانية من قرى قضاء الضنية في محافظة الشمال.